# Idaea merklaria
Idaea merklaria là một loài bướm đêm trong họ Geometridae.